# Improvisació 26
Improvisació 26 (també anomenat Rem) és un quadre d'oli sobre tela (97 × 107,5 cm) realitzat l'any 1912 pel pintor Vassili Kandinski. Es conserva a la galeira municipal Lenbachhausde Múnic.
Aquesta obra forma part d'un grup d'obres anomenades improvisacions, paraula que deriva de les composicions musicals. L'artista va realitzar aquest quadre dos anys després de passar de la pintura figurativa a l'abstracta. Del quadre número 5 fins a aquest 26, Kandinski se centra en el problema de la llum i de l'espai en relació amb el color i la forma en moviment i manté aquesta constant de l'abstracció absoluta, privada de tot contingut naturalista.
El quadre representa diversos pegats de colors bruscament interrompuda per línies negres gruixudes en primer pla que tendeixen a donar una sensació de moviment a l'obra. Algunes de les línies negres semblen gairebé representar ideogrames japonesos. Les línies negres representen, segons molts crítics, rems, de què l'artista pot haver-se inspirat a l'hora de triar el títol del quadre. L'element més important és el color: la taca groga, així com la vermella, tendeixen a ser més properes a l'espectador, mentre que la blava s'allunya i dona una sensació de profunditat. Aquest últim vol representar la quietud interior de l'ésser humà, el groc destaca per a l'espectador en ser el color més clar de l'obra i el vermell, en contrast, vol quedar gravat a l'ànima colpejant l'estat emocional de qui l'observa. Kandinski, doncs, usant els colors com sons, vol posar "en vibració" l'ànima de l'espectador, comunicant-li una sèrie de sensacions psicològiques i forces espirituals en oposició que són representades mitjançant colors freds i calents.

## Moviment
Sota la influència del fauvisme i la consegüent trobada espiritual amb l'art, Vassili Kandinski va ser un pioner de la pintura abstracta. Nascut a Moscou el 1866, va començar estudis en dret i econòmiques l'any 1896 a Múnic, on va estudiar amb Franz von Stuck. Inicialment, els seus treballs van rebre la influència de l'Art Noveau, el folklore rus i l'impressionisme. De la seva amistat amb Klee, Macke i Marc, el títol d'un quadre de Kandinski va resultar en el grup artístic Der Blaue Reiter (El Genet Blau en català). Els seus quadres van desencadenar l'alliberament del color, l'expressionisme abstracte i les improvisacions.